# W tamtych dniach
W tamtych dniach (niem. In jenen Tagen) – niemiecki film dramatyczny w reżyserii Helmuta Käutnera, zrealizowany w 1947 roku w okupowanych Niemczech. 

## Obsada
- Erich Schellow jako Karl
- Gert Karl Schaefer jako Willi
- Winnie Markus jako Sybille
- Werner Hinz jako Steffen
- Karl John jako Peter Keyser
- Franz Schafheitlin jako Wolfgang Buschenhagen
- Alice Treff jako Elisabeth Buschenhagen
- Hans Nielsen jako Wolfgang Grunelius
- Gisela Tantau jako Angela
- Willy Maertens jako Wilhelm Bienert
- Ida Ehre jako Sally Bienert
- Erica Balqué jako Dorothea Wieland
- Eva Gotthardt jako Ruth
- Hermann Schomberg jako dr Ansbach
- Hermann Speelmans jako August Hintze
- Hans Mahnke jako Niginski
- Isa Vermehren jako Erna
- Margarete Haagen jako baronowa von Thorn
- Erwin Geschonneck jako Schmitt
- Carl Raddatz jako Josef
- Bettina Moissi jako Marie
- Birgit Schoregge jako Mariele